# Mission Control Texas
Mission Control Texas ist ein deutscher Dokumentarfilm von Ralf Bücheler aus dem Jahr 2015. Er zeigt die Arbeit einer atheistischen Call-in-Sendung im Bible Belt der USA.

## Inhalt
Mitten im stark religiösen Süden der USA, in Austin, trifft sich jeden Sonntag eine Gruppe idealistischer Aufklärer und diskutiert in der TV-Show The Atheist Experience mit ihren gläubigen Mitmenschen. Matt Dillahunty, einer der Hosts der über Internet und Kabelfernsehen ausgestrahlten TV-Show, hinterfragt schonungslos die verinnerlichten religiösen Dogmen seiner Anrufer. Einen von ihnen treibt er sogar dazu, sich live in der Sendung als Sklaverei-Befürworter zu offenbaren, als der nicht bereit ist, in diesem Punkt der Bibel zu widersprechen. Wiederholt schmeißt Dillahunty Anrufer aus der Leitung, wenn diese sich von rationalen Argumenten unbeeindruckt zeigen.
Neben der kleinen atheistischen Gemeinschaft dokumentiert Mission Control Texas skurrile Gottesdienste, ein Rodeo, eine Wunderheilung und die Vergabe von Lebensmitteln an Arme. Alles wird von Gebeten begleitet, Religiosität scheint omnipräsent zu sein. Trotzdem klagt man in einer Tea-Party-Versammlung über mangelnde Religionsfreiheit in der Politik – wobei es keinesfalls um die Freiheit aller Religionen geht, sondern nur um die des Christentums.
Ein Anrufer fragt die Atheisten, ob es unter ihnen auch solche gibt, die der Freidenkerbewegung durch ihr Auftreten mehr schaden, als nützen. Dillahunty versteht die versteckte Kritik an seiner oft ruppigen Art: “I have no problem with either diplomats or firebrands involved in the discussions surrounding this movement. I think, we need both, because I think, some people kind of need to be shocked into trying to challenge us.” (deutsch: „Ich habe weder etwas gegen Diplomaten noch gegen Aufwiegler in dieser Diskussion. Wir brauchen beide, denn manche müssen wir schockieren, damit sie sich mit uns auseinandersetzen.“)

## Produktion
Produziert wurde Mission Control Texas von Ingo Fliess (if... Productions) in Koproduktion mit der Hochschule für Fernsehen und Film München und dem Fernsehsender 3sat. Gefördert wurde der Film zusätzlich vom FilmFernsehFonds Bayern mit 30 000 Euro.
Regisseur Ralf Bücheler entschied sich für einen rein beobachtenden Ansatz ohne Interviews und Off-Sprecher.

## Auszeichnungen
Mission Control Texas wurde auf dem Filmfestival Max Ophüls Preis 2015 uraufgeführt und erhielt dort eine Nominierung für die Kategorie Bester Dokumentarfilm. Am 14. Juni 2015 folgte die Erstausstrahlung im deutschsprachigen Fernsehen auf 3Sat. Wenige Tage später gewann er auf dem DOK.fest München 2015 den FFF-Förderpreis.